# Postia

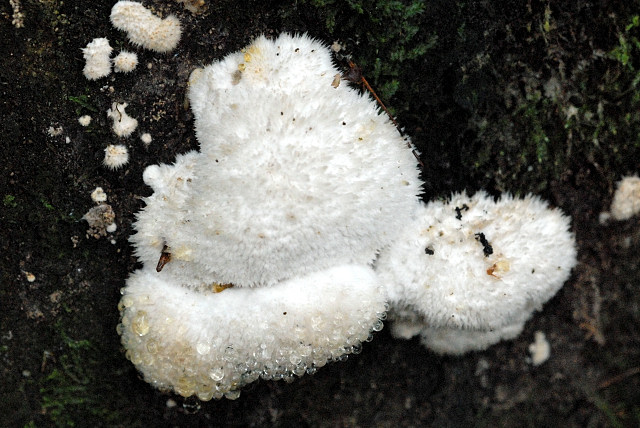
Drobnoporek sproszkowany

Postia Fr. – rodzaj grzybów z rodziny Dacryobolaceae.

## Charakterystyka
Grzyby kortycjoidalne o owocniku rocznym, rozpostartym lub siedzącym, w stanie świeżym mięsistym, w stanie suchym przeważnie kruchym do twardego. Powierzchnia o jasnej barwie, przeważnie białawej, czasami ciemnieje w wyniku suszenia, niektóre gatunki przy dotknięciu zmieniają barwę na niebieskawą lub czerwonawo-brązową. System strzępkowy monomityczny, strzępki generatywne ze sprzążkami. U niektórych gatunków występują cystydy. Podstawki z 4 sterygmami i sprzążką u podstawy. Bazydiospory cienkościenne do grubościennych, gładkie, szkliste, allantoidalne do elipsoidalnych, nieamyloidalne, ale u niektórych gatunków słabo amyloidalne w masie, u niektórych gatunków cyjanofilne. Powoduje brunatną zgniliznę drewna, głównie drzew iglastych, rzadziej twardego drewna.
Rodzaj Oligoporus można odróżnić od rodzaju Postia tylko w ograniczonym zakresie, głównie po cyjanofilnych i grubościennych bazydiosporach, w przeciwieństwie do niecyjanofilnych i cienkościennych bazydiospor większości gatunków Postia. Jednakże Oligoporus rennyii, gatunek typowy Oligoporus, daje w tym zakresie zmienne wyniki.

## Systematyka i nazewnictwo
Pozycja w klasyfikacji:Dacrybolaceae, Polyporales, Incertae sedis, Agaricomycetes, Agaricomycotina, Basidiomycota, Fungi.
Synonimy naukowe: Hemidiscia Lázaro Ibiza, Oligoporus Bref., Osteina Donk, Schweiz. Podoporia P. Karst., Spongiporus Murrill, Strangulidium Pouzar:
W polskim piśmiennictwie mykologicznym należące do tego rodzaju gatunki opisywane były jako białak, gąbczak, huba, pseudowoszczynka, żagiew. W 2023 r. Władysław Wojewoda zarekomendował nazwę drobnoporek (ale dla synonimu Oligoporus). Jest ona niespójna z nazwą naukową.
W wyniku prowadzonych w ostatnich latach filogenetycznych badań mykologów liczne gatunki rodzaju Postia zostały przeniesione do innych rodzajów.
Gatunki występujące w Polsce:
- Postia balsamea (Peck) Jülich – tzw. drobnoporek niekształtny
- Postia ceriflua (Berk. & M.A. Curtis) Jülich 1982 – tzw. drobnoporek woskowaty
- Postia lowei (Pilát ex Pilát) Jülich – tzw. drobnoporek łagodny
- Postia ptychogaster (F. Ludw.) Vesterh. – tzw. drobnoporek sproszkowany
- Postia sericeomollis (Romell) Jülich – tzw. drobnoporek watowaty
- Postia tephroleuca (Fr.) Jülich – tzw. drobnoporek mleczny
- Spongiporus floriformis (Quél.) Zmitr. 2018[5] – tzw. drobnoporek kwiatokształtny

Wykaz gatunków i nazwy naukowe na podstawie Index Fungorum. Nazwy polskie według W. Wojewody.